# めぐろン
めぐろンは目黒区の非公認のゆるキャラ。「目黒区をもっとハッピーに」のキャッチフレーズにとし目黒区の広報活動を頑張るキャラクターとして目黒区内外のイベントなどでPR活動を実施。目黒川の桜の妖精がコンセプトとなっており、体の色は桜の色によるもの。耳がハート型でめぐろンに触ると恋が成就するというラッキーパワーを持っている。めぐろンは最後の「ン」のみカタカナ表記となる。めぐろンは目黒FMや目黒経済新聞を運営する株式会社クロアが運営する。

## 概要
2014年3月27日（さくらの日）に誕生。目黒川の桜の妖精が設定となっている。非公認だが目黒区の広報活動を頑張るキャラクターとして目黒区のPR活動を行っている。目黒川の桜の保護活動に積極的にPR活動を続けており、目黒区が設置する「サクラ基金」は参加イベントごとにPRやSNSなどでも呼びかける。好物はスイーツで、自由が丘のスイーツ店を訪問している。その模様などはYOUTUBEで公開している。めぐろンの耳はハート型になっており、めぐろンに触れると恋が成就するラッキーパワーを持つ設定となっている。他に占いが好きで、めぐろンの部屋にあると言われているラッキーベアを使った占いが得意。

## プロフィール
名前：めぐろン ※名前は「目黒（めぐろ）区」から由来
生誕地：東京都目黒区
誕生日：2015年3月27日 （さくらの日）
性別：女の子
年齢：不明
性格：照れ屋・人懐っこい
体型：ぽっちゃり
趣味：散歩、カフェ巡り
好物：ケーキ、パンケーキ、スウィーツ全般

## 歴史
- 2015年
  - 3月27日　誕生 目黒川及び目黒区民センター付近で散歩しているところを目撃される
  - 4月4日　目黒区下目黒の目黒イーストエリア桜まつりに参加
  - 5月1日　自由が丘、中目黒などスイーツ店に訪問
  - 5月16日　目黒区のわんぱく相撲大会に目黒区商店街連合のマスコットキャラ「スマにゃん」と参加
  - 5月17日　清掃活動 「みんなで目黒を美しく2015『WE LOVE MEGUR』」に参加
  - 6月8日　福島県白河市開催の『ご当地キャラこども夢フェスタinしらかわ』に参加
  - 7月2日　目黒雅叙園で「和のあかり展」に訪問　同館はくまモン以来、2番目の来館
  - 7月25日、26日　目黒ミュージックフェスタのPR隊長
  - 8月27日　自由が丘のスイーツ店に来訪
  - 9月14日　目黒区のインテリアデザインの専門学校「ICSカレッジ」の学園祭に訪問
  - 10月11日　目黒区パーシモンホールで行われた「童謡コンサート」に参加
  - 10月19日　滋賀県彦根市開催の『ご当地キャラ博in彦根2015』に参加　
  - 11月20日　「目黒川みんなのイルミネーション」の点灯式に参加　大崎一番太郎と参加
  - 11月21日　静岡県浜松市開催の『ゆるキャラグランプリ』に参加。ご当地キャラ部門794位、総合1187位

## その他
ラッキーベア
めぐろンの部屋にある、クマの人形。全部で26色。名前は、「ほわいと」ちゃん、「ごーるど」ちゃん、「しるばー」ちゃん、「いえろー」ちゃん、「ぶるー」ちゃん、「ぐりーん」ちゃん、「ぶらっく」ちゃん、「ぶらうん」ちゃん、「れっど」ちゃん、「おれんじ」ちゃん、「ぱーぷる」ちゃん、「ぴんく」ちゃんと、「れいんぼー」ちゃんがいる。※占いページは下記リンク参照